# Time Warner Center

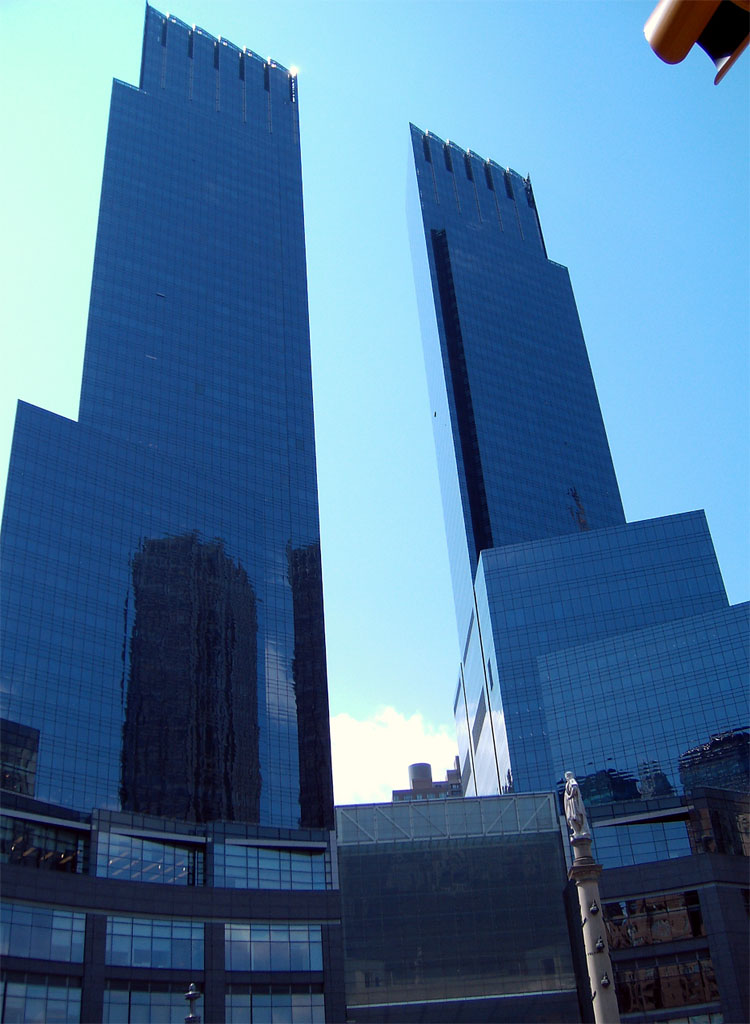
Time Warner Center şi monumentul Columbus

Time Warner Center este un zgârie-nori de 229 m înălțime din New York City. Construcția sa constă din două turnuri de înălțime egală. A fost proiectat de David Childs și Mustafa Kemal Abadan și inaugurat pe 27 februarie 2003, în urma a trei ani de construcție. Mai înainte, pe acest loc se afla New York Coliseum.